# Liste des visites pastorales du pape Paul VI hors d'Italie
Durant les quinze années de son pontificat, le pape Paul VI effectua neuf visites pastorales à l'étranger. Il est le premier pape à voyager hors d'Italie depuis Pie VII et le premier à se rendre en Amérique, en Afrique, en Asie et en Océanie. Il est à son époque le pape ayant le plus voyagé, ce qui lui vaut le surnom de « pape pèlerin ». Il a inauguré en cela de nouvelles pratiques diplomatiques pour le Vatican, suivies par ses successeurs. En 1964, il voyage en Terre sainte, où il rencontre le patriarche œcuménique Athénagoras Ier à Jérusalem, ce qui conduit à l'annulation des excommunications du Grand Schisme de 1054. Le pape s'est également rendu au Congrès eucharistique à Bombay, en Inde. Lors de la première visite du pape aux États-Unis, en octobre 1965, Paul VI rencontre le président Lyndon B. Johnson et s'adresse aux Nations unies. Cinquante ans après la première apparition de Notre-Dame de Fátima, il en a visité le sanctuaire, au Portugal, en 1967. Il effectue une visite pastorale en Afrique en 1969. Après un voyage en 1970 dans plusieurs pays asiatiques et du Pacifique, il ne quitte plus l'Italie jusqu'à son décès, le 6 août 1978.

## Bilan cartographié

Carte des voyages de Paul VI.

## Liste chronologique des voyages pontificaux

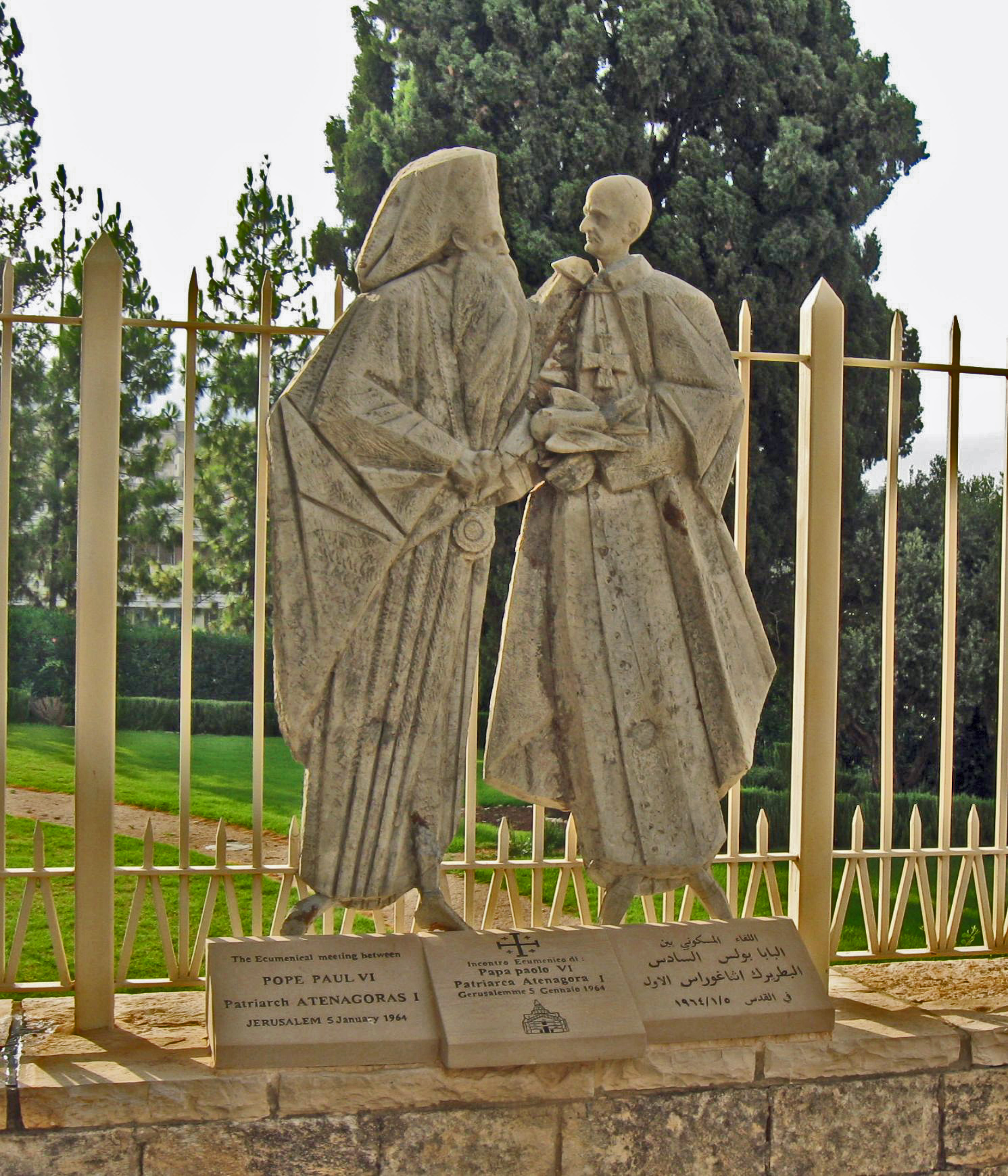
Groupe sculpté commémorant la rencontre de Paul VI et d'Athénagoras Ier de Constantinople à Jérusalem.

### 1964
- 4 au 6 janvier 1964 - Terre sainte (Jordanie et Israël)
- 2 au 5 décembre 1964 - Liban, Inde

### 1965
- 4 octobre 1965 - Nations unies (New York)

### 1967
- 13 mai 1967 - Portugal
- 25 au 26 juillet 1967 - Turquie

### 1968
- 21 au 25 août 1968 - Colombie, Bermudes

### 1969
- 10 juin 1969 - Suisse
- 31 juillet au 2 août 1969 - Ouganda

### 1970
- 25 novembre au 5 décembre - Iran, Pakistan (de nos jours Bangladesh), Philippines, Samoa américaines, Samoa, Australie, Indonésie, Hong Kong, Sri Lanka